# Tyrosináza
Tyrosináza je enzym ze skupiny oxidáz, který katalyzuje přeměnu tyrosinu na dihydroxyfenylalanin (DOPA) a následně na dopachinon, výchozí sloučeninu pro tvorbu melaninu v těle. Děje se tak za spotřeby molekulárního kyslíku. Tyrosinázy nesavčích organizmů pracují méně specificky a jsou schopny metabolizovat i další fenoly. Nefunční tyrosináza vede k albinismu, tzn. absenci melaninu v těle.